# Martin Hongla
Martin Hongla Yma II, noto semplicemente come Martin Hongla (Yaoundé, 16 marzo 1998) è un calciatore camerunese, centrocampista del Granada e della nazionale camerunese.

## Caratteristiche tecniche
Di ruolo mediano, è forte fisicamente, abile a recuperare palla e può essere adattato anche come difensore centrale.

## Carriera

### Club
Cresciuto nella Nkufo Academy, nell'estate 2016 viene prelevato dal Granada. Il 21 agosto 2016 fa il suo esordio con la squadra B del club nel successo per 1-0 contro l'Atlético Mancha. Il 30 settembre seguente riceve la sua prima convocazione in prima squadra in vista della sfida contro il Leganés. Il 28 gennaio 2017 esordisce in prima squadra partendo titolare nella sconfitta per 2-0 contro il Villarreal. Gioca altre 9 partite in stagione con la prima squadra degli andalusi (trovando maggiore spazio nel finale di stagione), che a fine anno retrocedono in Segunda División.
Il 16 gennaio 2018 viene ceduto in prestito al Barcellona B. In aprile rimedia un infortunio all'adduttore.
Terminato il prestito fa ritorno al Granada, che il 28 gennaio 2019 lo cede nuovamente a titolo temporaneo, questa volta agli ucraini del Karpaty.
Il 3 luglio 2019 viene ceduto a titolo definitivo all'Anversa.
Il 7 luglio 2021, Hongla viene ceduto in prestito con obbligo di riscatto al Verona. Esordisce con gli scaligeri e in Serie A il 21 agosto seguente nella sfida persa 2-3 contro il Sassuolo. Il 21 maggio 2022, realizza la sua prima rete in Serie A, nel pareggio per 3-3 in casa della Lazio.
Il 31 gennaio 2023, ultimo giorno della finestra di mercato invernale, Hongla viene ceduto in prestito con diritto di riscatto al Real Valladolid, nella Liga spagnola.
A fine prestito fa ritorno ai gialloblù, con cui ha disputato 6 mesi da titolare prima di essere ceduto il 12 gennaio 2024 al Granada.

### Nazionale
Ha esordito con la nazionale maggiore camerunese nel 2020; è stato poi convocato per la Coppa d'Africa del 2021.
Nel novembre del 2022, è stato incluso dal CT Rigobert Song nella rosa camerunese partecipante ai Mondiali di calcio in Qatar.

## Statistiche

### Presenze e reti nei club
Statistiche aggiornate al 16 marzo 2025.
| Stagione         | Squadra          | Campionato       | Campionato | Campionato | Coppe nazionali | Coppe nazionali | Coppe nazionali | Coppe continentali | Coppe continentali | Coppe continentali | Altre coppe | Altre coppe | Altre coppe | Totale | Totale |
| Stagione         | Squadra          | Comp             | Pres       | Reti       | Comp            | Pres            | Reti            | Comp               | Pres               | Reti               | Comp        | Pres        | Reti        | Pres   | Reti   |
| ---------------- | ---------------- | ---------------- | ---------- | ---------- | --------------- | --------------- | --------------- | ------------------ | ------------------ | ------------------ | ----------- | ----------- | ----------- | ------ | ------ |
| 2016-2017        | Granada B        | SDB              | 23         | 0          | -               | -               | -               | -                  | -                  | -                  | -           | -           | -           | 23     | 0      |
| 2016-2017        | Granada          | PD               | 10         | 0          | CR              | 0               | 0               | -                  | -                  | -                  | -           | -           | -           | 10     | 0      |
| 2017-gen. 2018   | Granada          | SD               | 0          | 0          | CR              | 1               | 0               | -                  | -                  | -                  | -           | -           | -           | 1      | 0      |
| gen.-giu. 2018   | Barcellona B     | SD               | 6          | 0          | -               | -               | -               | -                  | -                  | -                  | -           | -           | -           | 6      | 0      |
| 2018-gen. 2019   | Granada B        | SDB              | 12         | 1          | -               | -               | -               | -                  | -                  | -                  | -           | -           | -           | 12     | 1      |
| Totale Granada B | Totale Granada B | Totale Granada B | 35         | 1          |                 | -               | -               |                    | -                  | -                  |             | -           | -           | 35     | 1      |
| gen.-giu. 2019   | Karpaty          | PL               | 13+2       | 2          | CU              | 1               | 0               | -                  | -                  | -                  | -           | -           | -           | 16     | 2      |
| 2019-2020        | Anversa          | PL               | 9          | 0          | CB              | 4               | 0               | UEL                | 2                  | 0                  | -           | -           | -           | 15     | 0      |
| 2020-2021        | Anversa          | PL               | 28+6       | 3          | CB              | 1               | 0               | UEL                | 8                  | 2                  | -           | -           | -           | 43     | 5      |
| Totale Anversa   | Totale Anversa   | Totale Anversa   | 37+6       | 3          |                 | 5               | 0               |                    | 10                 | 2                  |             | -           | -           | 58     | 5      |
| 2021-2022        | Verona           | A                | 18         | 1          | CI              | 2               | 0               | -                  | -                  | -                  | -           | -           | -           | 20     | 1      |
| 2022-gen. 2023   | Verona           | A                | 9          | 0          | CI              | 1               | 0               | -                  | -                  | -                  | -           | -           | -           | 10     | 0      |
| gen.-giu. 2023   | Real Valladolid  | PD               | 16         | 0          | CR              | -               | -               | -                  | -                  | -                  | -           | -           | -           | 16     | 0      |
| 2023-gen. 2024   | Verona           | A                | 15         | 0          | CI              | 2               | 0               | -                  | -                  | -                  | -           | -           | -           | 17     | 0      |
| Totale Verona    | Totale Verona    | Totale Verona    | 42         | 1          |                 | 5               | 0               |                    | -                  | -                  |             | -           | -           | 47     | 1      |
| gen.-giu. 2024   | Granada          | PD               | 13         | 0          | CR              | 0               | 0               | -                  | -                  | -                  | -           | -           | -           | 13     | 0      |
| 2024-2025        | Granada          | SD               | 24         | 2          | CR              | 1               | 0               | -                  | -                  | -                  | -           | -           | -           | 25     | 2      |
| Totale Granada   | Totale Granada   | Totale Granada   | 47         | 2          |                 | 2               | 0               |                    | -                  | -                  |             | -           | -           | 49     | 2      |
| Totale carriera  | Totale carriera  | Totale carriera  | 204        | 9          |                 | 13              | 0               |                    | 10                 | 2                  |             | -           | -           | 227    | 11     |

### Cronologia presenze e reti in nazionale
| Cronologia completa delle presenze e delle reti in nazionale ― Camerun | Cronologia completa delle presenze e delle reti in nazionale ― Camerun | Cronologia completa delle presenze e delle reti in nazionale ― Camerun | Cronologia completa delle presenze e delle reti in nazionale ― Camerun | Cronologia completa delle presenze e delle reti in nazionale ― Camerun | Cronologia completa delle presenze e delle reti in nazionale ― Camerun | Cronologia completa delle presenze e delle reti in nazionale ― Camerun | Cronologia completa delle presenze e delle reti in nazionale ― Camerun |
| Data                                                                   | Città                                                                  | In casa                                                                | Risultato                                                              | Ospiti                                                                 | Competizione                                                           | Reti                                                                   | Note                                                                   |
| ---------------------------------------------------------------------- | ---------------------------------------------------------------------- | ---------------------------------------------------------------------- | ---------------------------------------------------------------------- | ---------------------------------------------------------------------- | ---------------------------------------------------------------------- | ---------------------------------------------------------------------- | ---------------------------------------------------------------------- |
| 16-11-2020                                                             | Maputo                                                                 | Mozambico                                                              | 0 – 2                                                                  | Camerun                                                                | Qual. Coppa d'Africa 2021                                              | -                                                                      | 63’ 74’                                                                |
| 26-3-2021                                                              | Praia                                                                  | Capo Verde                                                             | 3 – 1                                                                  | Camerun                                                                | Qual. Coppa d'Africa 2021                                              | -                                                                      | 67’                                                                    |
| 30-3-2021                                                              | Yaoundé                                                                | Camerun                                                                | 0 – 0                                                                  | Ruanda                                                                 | Qual. Coppa d'Africa 2021                                              | -                                                                      | 74’                                                                    |
| 4-6-2021                                                               | Wiener Neustadt                                                        | Nigeria                                                                | 0 – 1                                                                  | Camerun                                                                | Amichevole                                                             | -                                                                      |                                                                        |
| 8-6-2021                                                               | Wiener Neustadt                                                        | Camerun                                                                | 0 – 0                                                                  | Nigeria                                                                | Amichevole                                                             | -                                                                      | 60’                                                                    |
| 3-9-2021                                                               | Yaoundé                                                                | Camerun                                                                | 2 – 0                                                                  | Malawi                                                                 | Qual. Mondiali 2022                                                    | -                                                                      |                                                                        |
| 6-9-2021                                                               | Abidjan                                                                | Costa d'Avorio                                                         | 2 – 1                                                                  | Camerun                                                                | Qual. Mondiali 2022                                                    | -                                                                      |                                                                        |
| 8-10-2021                                                              | Yaoundé                                                                | Camerun                                                                | 3 – 1                                                                  | Mozambico                                                              | Qual. Mondiali 2022                                                    | -                                                                      |                                                                        |
| 11-10-2021                                                             | Tangeri                                                                | Mozambico                                                              | 0 – 1                                                                  | Camerun                                                                | Qual. Mondiali 2022                                                    | -                                                                      | 46’                                                                    |
| 13-11-2021                                                             | Soweto                                                                 | Malawi                                                                 | 0 – 4                                                                  | Camerun                                                                | Qual. Coppa d'Africa 2021                                              | -                                                                      | 74’                                                                    |
| 16-11-2021                                                             | Douala                                                                 | Camerun                                                                | 1 – 0                                                                  | Costa d'Avorio                                                         | Qual. Mondiali 2022                                                    | -                                                                      | 53’                                                                    |
| 13-1-2022                                                              | Yaoundé                                                                | Camerun                                                                | 4 – 1                                                                  | Etiopia                                                                | Coppa d'Africa 2021 - 1º turno                                         | -                                                                      | 7’                                                                     |
| 24-1-2022                                                              | Yaoundé                                                                | Camerun                                                                | 2 – 1                                                                  | Comore                                                                 | Coppa d'Africa 2021 - Ottavi di finale                                 | -                                                                      | 80’                                                                    |
| 29-1-2022                                                              | Douala                                                                 | Gambia                                                                 | 0 – 2                                                                  | Camerun                                                                | Coppa d'Africa 2021 - Quarti di finale                                 | -                                                                      | 81’                                                                    |
| 3-2-2022                                                               | Yaoundé                                                                | Camerun                                                                | 0 – 0 dts (1 – 3 dtr)                                                  | Egitto                                                                 | Coppa d'Africa 2021 - Semifinale                                       | -                                                                      | 108’                                                                   |
| 25-3-2022                                                              | Douala                                                                 | Camerun                                                                | 0 – 1                                                                  | Algeria                                                                | Qual. Mondiali 2022                                                    | -                                                                      | 46’                                                                    |
| 29-3-2022                                                              | Blida                                                                  | Algeria                                                                | 1 – 2 dts                                                              | Camerun                                                                | Qual. Mondiali 2022                                                    | -                                                                      |                                                                        |
| 27-9-2022                                                              | Seul                                                                   | Corea del Sud                                                          | 1 – 0                                                                  | Camerun                                                                | Amichevole                                                             | -                                                                      | 78’                                                                    |
| 18-11-2022                                                             | Abu Dhabi                                                              | Camerun                                                                | 1 – 1                                                                  | Panama                                                                 | Amichevole                                                             | -                                                                      |                                                                        |
| 24-11-2022                                                             | Al Wakrah                                                              | Svizzera                                                               | 1 – 0                                                                  | Camerun                                                                | Mondiali 2022 - 1º turno                                               | -                                                                      | 68’                                                                    |
| 28-11-2022                                                             | Al Wakrah                                                              | Camerun                                                                | 3 – 3                                                                  | Serbia                                                                 | Mondiali 2022 - 1º turno                                               | -                                                                      | 55’                                                                    |
| 28-3-2023                                                              | Johannesburg                                                           | Namibia                                                                | 2 – 1                                                                  | Camerun                                                                | Qual. Coppa d'Africa 2023                                              | -                                                                      | 71’                                                                    |
| 8-6-2024                                                               | Yaoundé                                                                | Camerun                                                                | 4 – 1                                                                  | Capo Verde                                                             | Qual. Mondiali 2026                                                    | -                                                                      |                                                                        |
| 11-6-2024                                                              | Luanda                                                                 | Angola                                                                 | 1 – 1                                                                  | Camerun                                                                | Qual. Mondiali 2026                                                    | -                                                                      | 81’                                                                    |
| 7-9-2024                                                               | Douala                                                                 | Camerun                                                                | 1 – 0                                                                  | Namibia                                                                | Qual. Coppa d'Africa 2025                                              | -                                                                      | 69’                                                                    |
| 10-9-2024                                                              | Kampala                                                                | Zimbabwe                                                               | 0 – 0                                                                  | Camerun                                                                | Qual. Coppa d'Africa 2025                                              | -                                                                      | 68’                                                                    |
| 11-10-2024                                                             | Yaoundé                                                                | Camerun                                                                | 4 – 1                                                                  | Kenya                                                                  | Qual. Coppa d'Africa 2025                                              | 1                                                                      | 78’                                                                    |
| 14-10-2024                                                             | Nairobi                                                                | Kenya                                                                  | 0 – 1                                                                  | Camerun                                                                | Qual. Coppa d'Africa 2025                                              | -                                                                      | 84’                                                                    |
| 13-11-2024                                                             | Johannesburg                                                           | Namibia                                                                | 0 – 0                                                                  | Camerun                                                                | Qual. Coppa d'Africa 2025                                              | -                                                                      |                                                                        |
| 19-11-2024                                                             | Yaoundé                                                                | Camerun                                                                | 2 – 1                                                                  | Zimbabwe                                                               | Qual. Coppa d'Africa 2025                                              | -                                                                      | 78’                                                                    |
| 19-3-2025                                                              | Nelspruit                                                              | eSwatini                                                               | 0 – 0                                                                  | Camerun                                                                | Qual. Mondiali 2026                                                    | -                                                                      |                                                                        |
| 25-3-2025                                                              | Douala                                                                 | Camerun                                                                | 3 – 1                                                                  | Libia                                                                  | Qual. Mondiali 2026                                                    | -                                                                      |                                                                        |
| Totale                                                                 |                                                                        | Presenze                                                               | 32                                                                     |                                                                        | Reti                                                                   | 1                                                                      |                                                                        |

## Palmarès

### Club

#### Competizioni nazionali
- Coppa del Belgio: 1

Anversa: 2019-2020